# 蘇·普萊斯
蘇·普萊斯（英語：Sue Price，1965年3月29日—）是一位美國職業女健美運動員和演員。演藝生涯中僅出演過幾部低成本電影，知名於亞伯特·派努科幻片《挑戰未來2：星雲》（1995年）、《挑戰未來3：殘酷獵殺》（1996年）和《挑戰未來4：死亡天使》（1996年），以及達斯汀·弗格森電影《挑战未来5：新模式》（Nemesis 5: The New Model）中的主角艾莉（Alex）。
普萊斯生於伊利諾伊州展望山。從位於伊利諾伊州迪卡爾布的北伊利诺伊大学畢業之前，她曾就讀於獅子公園小學（Lions Park Elementary）、林肯初中（Lincoln Junior High School）和展望高中。在此對健美產生了興趣；之後短暫居住於芝加哥西北郊區，然後搬到西海岸繼續她的健美事業，後來嫁給了她的伴侶。離婚收場後，普萊斯和交往多年的男友和他們的兩個孩子住在南加州。

## 作品列表
| 年份 | 標題                                              | 角色          | 附註     |
| ---- | ------------------------------------------------- | ------------- | -------- |
| 1995 | 《挑戰未來2：星雲》                               | Alex          | 影帶首映 |
| 1996 | 《挑戰未來3：殘酷獵殺》                           | Alex          | 影帶首映 |
| 1996 | 《挑戰未來4：死亡天使》                           | Alex Sinclair | 影帶首映 |
| 2017 | 《挑战未来5：新模式》（Nemesis 5: The New Model） | Alex Sinclair |          |
| 2018 | 《痛苦之屋》（House of Pain）                     | Sheila        |          |
| 2019 | 《機器女俠》（RoboWoman）                         | Carlenee      |          |

## 外部連結
- 蘇·普萊斯在互联网电影资料库（IMDb）上的資料（英文）